# 瓦爾瓦里夫卡 (克拉斯諾赫拉德區)
49°12′53″N 35°30′7″E / 49.21472°N 35.50194°E
瓦爾瓦里夫卡（烏克蘭語：Варварівка）是位於烏克蘭東部的村莊，由哈爾科夫州别列斯京区的納塔利內市鎮負責管轄。該村始建於1905年，面積0.5平方公里，海拔高度126米，2001年人口33，人口密度每平方公里65.7人。